# Pia Josefson
Pia Josefson, född 1957 i Kristinehamn, är en svensk målare och grafiker.
Josefson studerade vid KV konstskola 1979–1981 och måleri och grafik vid Hovedskous målarskola 1984–1988, samt en kurs i muralmåleri vid KKV i Göteborg 1989. Separat har hon ställt ut på bland annat Stadshuskuben i Falkenberg, Galleri Majnabbe i Göteborg och på Grafik Väst i Göteborg. Hon har bland annat medverkat i samlingsutställningarna Liljevalchs vårsalong, Grafiktriennalen, Konstfrämjandet i Karlstad, Galleri Gripen och Värmlands konstförenings Höstsalong på Värmlands museum.
Hon har tilldelats Bildkonstnärsfondens arbetsbidrag 1990 och 1993.
Josefson är representerad vid Göteborgs konstmuseum, Göteborgs sjukvårdsförvaltning, Göteborgs konstnämnd, Hallands läns landsting, Skaraborgs läns landsting, Bohusläns landsting, Statens Konstråd och Falkenbergs kommun.   